# Hotel Silber (Gebäude)

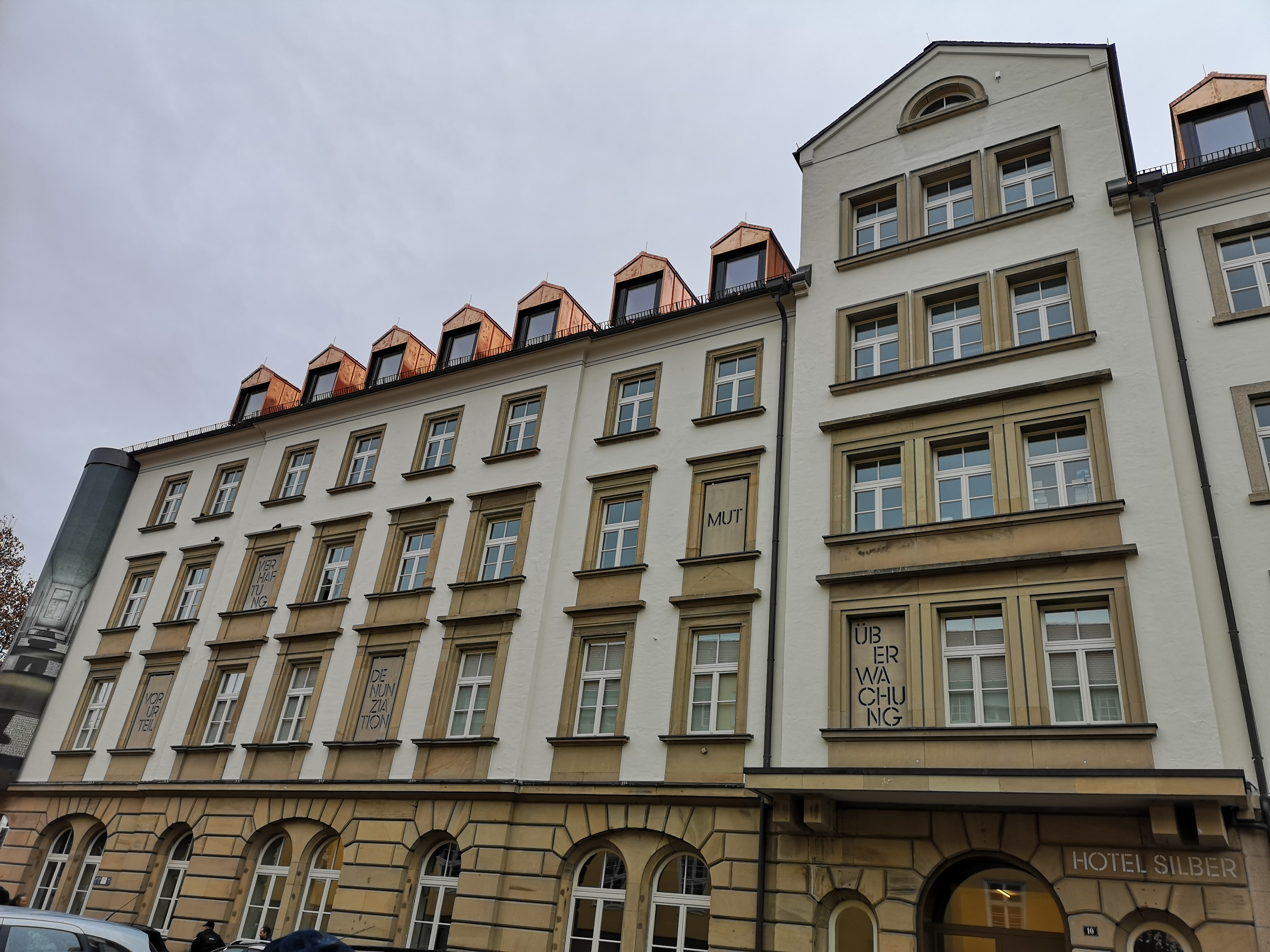
Hotel Silber, Ostflügel und mittlerer Gebäudeteil, Nordseite (2018). Die Ausstellung befindet sich im Ostflügel.

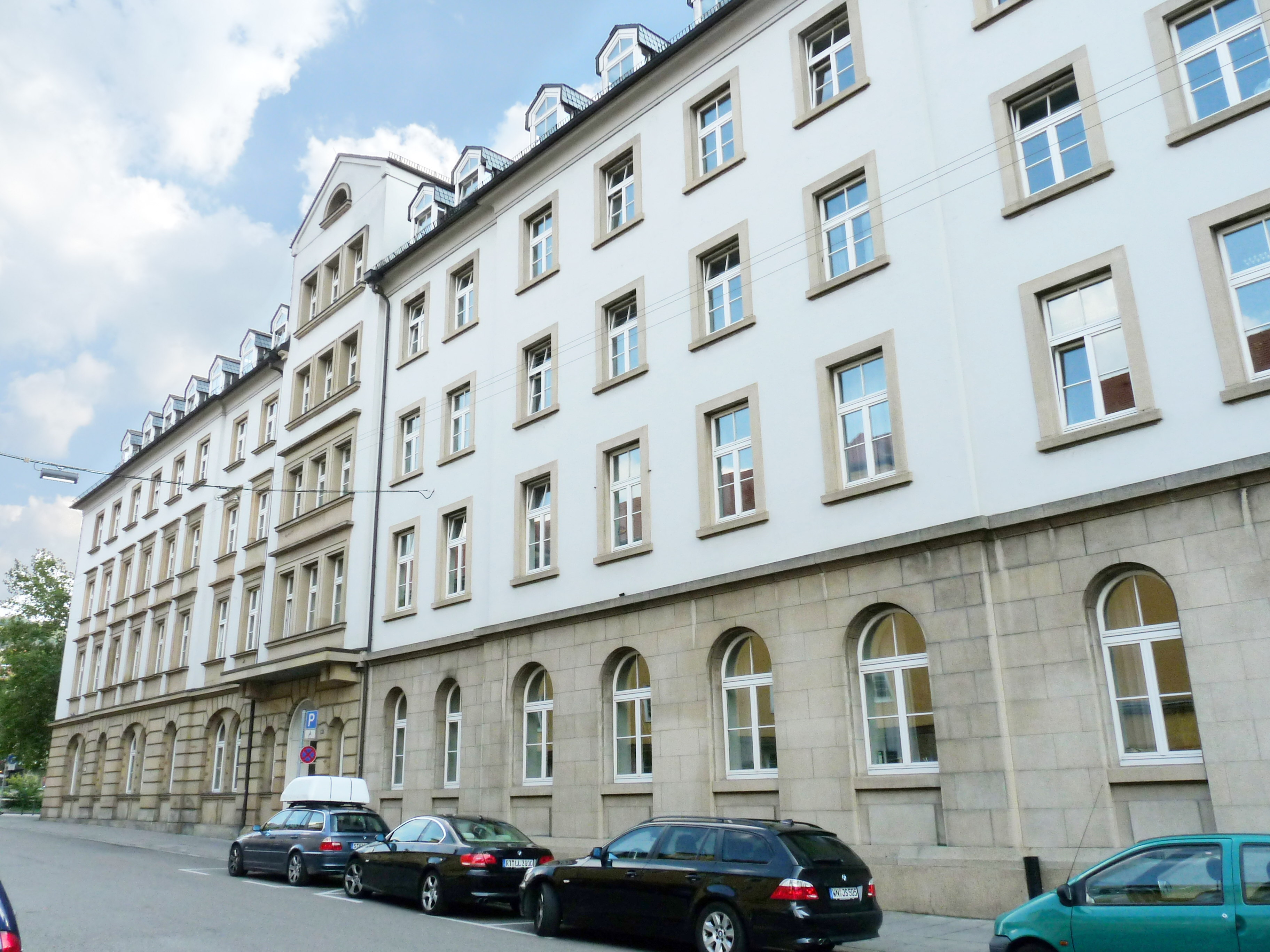
Hotel Silber, die ganze nördliche Front an der Dorotheenstraße (2013)

Hotel Silber ist der umgangssprachliche Name des Stuttgarter Gebäudes, in dem von 1937 bis 1945 die Staatspolizeileitstelle Stuttgart, d. i. die Gestapo-Zentrale für die Reichsteile Württemberg und Hohenzollern, untergebracht war. Es befindet sich in der Dorotheenstraße 10 am Karlsplatz, gegenüber dem Alten Waisenhaus und unweit des Alten Schlosses.
Im Ostflügel des Gebäudes befindet sich seit Dezember 2018 der Erinnerungsort Hotel Silber mit einer Dauerausstellung zum Thema „Polizei, Gestapo und Verfolgung“.

## Geschichte

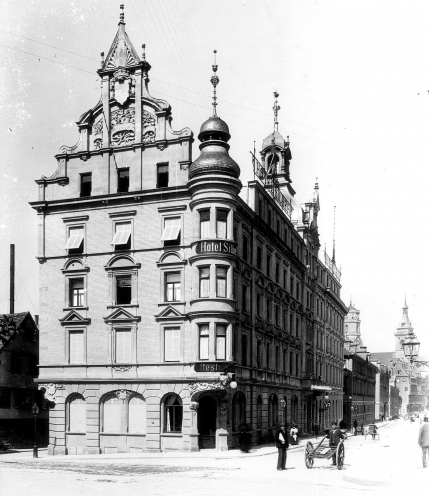
Hotel Silber um 1900, vor der teilweisen Zerstörung 1944

In einem 1816 auf dem heutigen Grundstück errichteten Wohnhaus wurde 1845 ein Gasthaus Zum Bahnhof eröffnet, einige Jahre später wurde es erweitert und erhielt den Namen Zum Bayrischen Hof.
1874 kaufte Heinrich Silber das Gebäude und baute es zum Hotel Silber aus. 1897 kaufte Wilhelm Bubeck das Hotel und erweiterte den Bau um das angrenzende Gebäude. 1903 wurde der ADAC dort gegründet (zunächst als Deutsche Motorradfahrer-Vereinigung). 1906 wurde es von Heinrich Stapff erworben und vier Jahre später an die württembergische Staatsfinanzverwaltung weiterverkauft. 1913 wurde die Fassade mit Stilelementen der Neorenaissance verziert. Von 1919 bis 1928 beherbergte das Haus die Oberpostdirektion der Deutschen Reichspost für Württemberg.

### 1928 bis 1933
Von 1928 bis 1933 waren in dem Haus Behörden untergebracht, die dem württembergischen Innenministerium unterstanden: das Polizeipräsidium Stuttgart sowie die Landesabteilungen der Politischen Polizei. Letztere überwachte u. a. die KPD und die NSDAP.

### 1933 bis September 1944
Bei weitgehender personeller Kontinuität war während des Nationalsozialismus das Hotel Silber Dienstgebäude der Politischen Polizei. Ab 1933 wurde es als württembergische und ab 1937 zudem als hohenzollerische Zentrale genutzt. Ab Oktober 1936 unterstand die Politische Polizei nicht mehr dem württembergischen Innenministerium (Württembergisches Politisches Landespolizeiamt), sondern wurde Teil der nationalen Gestapo.
Eugen Bolz, der letzte Staatspräsident des Landes Württemberg in der Weimarer Republik, wurde 1933 hier vorgeladen und unter Misshandlungen in Schutzhaft genommen.
Im Keller des Gebäudes befanden sich bis zum Herbst 1944 drei Verwahrzellen. Bekannte Gefangene waren Kurt Schumacher, der spätere Vorsitzende der SPD, und die Kommunistinnen Liselotte Herrmann und Lina Haag.
Von der Dorotheenstraße 10 aus wurde während des Zweiten Weltkrieges ein Spionagenetz in der Schweiz unterhalten. Dabei sollten u. a. Informationen für einen möglichen Angriff NS-Deutschlands auf die Schweiz gewonnen werden.
Von 1938 bis zum Ende des Zweiten Weltkrieges war Personal der Politischen Polizei bzw. der Gestapo Württemberg-Hohenzollern in den von NS-Deutschland besetzten bzw. eingegliederten Gebieten in den Einsatzgruppen und in Dienststellen der SiPo und des SD tätig. Darunter waren auch Leiter wie Walter Stahlecker, der „im auswärtigen Einsatz“ die Ermordung von fast 220.000 Menschen meldete, und stellvertretende Leiter wie Wilhelm Harster, der später für die Deportation von 82.773 jüdischen Männern, Frauen und Kindern aus den Niederlanden in die Vernichtungslager verantwortlich war.

### Oktober 1944 bis April 1945
Nach der Zerstörung des Westflügels durch die britische Luftwaffe im September 1944 wurde die Gestapo-Zentrale in die Heusteigstraße verlegt. Die erhaltenen Räume wurden jedoch weiter genutzt u. a. als Telefonzentrale. Da auch das bisherige Polizeigefängnis in der Büchsenstraße zerstört worden war, wurde der Keller des Hotels Silber als Gefängnis ausgebaut und bis zum 19. April 1945 genutzt. Noch am 13. April 1945, wenige Tage vor der Übergabe der Stadt an die französische Armee, wurden hier vier Gefangene von der Gestapo erhängt. Alle dort befindlichen Dokumente der Gestapo wurden am Ende des Krieges verbrannt.

### 1945 bis 2013
In den Nachkriegsjahren stand das Hotel Silber unter französischer und dann unter US-amerikanischer Aufsicht. Bis 1949 waren dort verschiedene Polizeibehörden, die nach Anordnung der Alliierten städtisch wurden, untergebracht. Am 29. März 1946 wurde von der im Gebäude ansässigen Stuttgarter Polizei eine Schwarzmarktrazzia angeordnet. Dabei wurde der Auschwitz-Überlebende Shmuel Dancyger (Samuel Danziger) von einem Stuttgarter Polizisten unter nicht aufgeklärten Umständen mit einem Kopfschuss getötet. Jüdische Lagerbewohner wurden verletzt, teilweise schwer. Auch einige Polizisten zogen sich Verletzungen zu. Der Oberbefehlshaber der US-Truppen in Europa Joseph T. McNarney verbot daraufhin deutschen Polizisten den Zutritt zu allen DP-Camps der US-Zone. Danach nutzte überwiegend die Kriminalpolizei das Gebäude. In dem wiederaufgebauten Westflügel wurde ein Gefängnis eingerichtet. Bis 1973 war die städtische Polizei eine Kommunalbehörde.
Zwischen 1985 und 1988 wurde das Gebäude saniert und danach Dienstgebäude des Innenministeriums Baden-Württemberg.

## Erinnerungsort im Hotel Silber
Im Jahr 2007 wurde der Plan zur Neuordnung des Areals, das an das Kaufhaus Breuninger angrenzt, vorgestellt. Das Land Baden-Württemberg und die Firma Breuninger wollten dort 270 Millionen Euro investieren, um Ministerien, Läden, Bars, Kneipen, Restaurants und ein Luxushotel zu bauen. Das Hotel Silber, ein Bürogebäude im Besitz der Landesstiftung, sollte abgerissen werden. Im Neubau sollte eine Gedenkstätte zur NS-Vergangenheit des Hotel Silber entstehen.
Die „Initiative Lern- und Gedenkort Hotel Silber“ setzte sich seit Februar 2009 und die „Gruppe der Fünfzig“ vor und während der Landtagswahl im März 2011 für den Erhalt des Gebäudes ein. Im Jahr 2011 beschloss die neu gewählte Landesregierung den Erhalt des Gebäudes.
Im Jahr 2017/18 wurde der Ostflügel nach Plänen von Wandel Lorch Architekten umgebaut. Der zugemauerte frühere Gasthof-Eingang an der Ecke Dorotheenstraße/Holzstraße wurde wieder geöffnet und bildet nun den Haupteingang. Für das Eingangsfoyer im Erdgeschoss wurde der Raumzuschnitt der früheren Gaststätte wiederhergestellt. Im Erdgeschoss sind außerdem zwei Seminarräume und drei weitere Räume entstanden. Im Keller befinden sich Garderobe, sanitäre Einrichtungen und technische Anlagen.
Der Grundriss aus der NS-Zeit wurde nur im ersten Obergeschoss weitgehend erhalten, wo die Dauerausstellung untergebracht wurde. Das zweite Obergeschoss ist für die Wechselausstellungen vorgesehen.
Am 3. Dezember 2018 wurde der Erinnerungsort eröffnet.

## Die historische Bausubstanz
Bei der Schadenskartierung im Sommer 1945 wurde das Haus als mittelschwer beschädigt bezeichnet, im Oktober desselben Jahres hieß es „mittel, auch zu erhalten“. Aufnahmen aus diesem Jahr zeigen, dass der östliche Gebäudeteil bis zum Dach und der westliche bis zum dritten Stockwerk von vier erhalten geblieben war. Entsprechendes geht aus den Plänen des Architekten hervor, der den Wiederaufbau leitete. Am 8. Juli 1953 schrieb die Stuttgarter Zeitung angesichts laufender Renovierungsarbeiten am östlichen Gebäudeflügel: „Die aus dem Jahre 1898 stammende Fassade wird von ihrem steinernen Neo-Renaissance-Schmuck befreit. An Stelle der wurstartigen Erker […] entstehen wieder normale Hausecken. Der große Balkon über dem Haupteingang ist auch schon entfernt. An seiner Stelle wird ein kleines Dach angebracht“ – das auch heute noch zu sehen ist.
Im Untergeschoss entsprechen die tragenden Wände, die Stützen und die meisten Türöffnungen einem erhaltenen Plan von 1941 (Stadtarchiv Stuttgart), lediglich einige Zwischenwände der Verwahrzellen und Wände zum mittleren Flur wurden nach dem Krieg entfernt. Ob sich unter dem gegenwärtigen Anstrich der ehemaligen Zellen noch der Verputz aus der Zeit der Nutzung durch die Gestapo befindet – möglicherweise mit Zeichnungen und Beschriftungen der damaligen Gefangenen – ist gegenwärtig unklar.
Im Ostflügel des Gebäudes sind im Sockelgeschoss sämtliche Schichten der Fassade bis hin zur Rustizierung erhalten. Im Innern des Ostflügels besteht über sämtliche Stockwerke die ursprüngliche Gebäudestruktur mindestens mit den Haupttragwänden und dem Treppenhaus fort.
Eine stählerne Zellentür mit zahlreichen eingeritzten Botschaften von Gefangenen befindet sich seit 1970 im Besitz des Stuttgarter Stadtarchivs. Sie wurde zu Beginn der 80er-Jahre in einer Ausstellung über die Geschichte Stuttgarts im Dritten Reich gezeigt und kommentiert.